# Spittergrund
Das Naturschutzgebiet Spittergrund liegt im Landkreis Gotha und im Landkreis Schmalkalden-Meiningen in Thüringen. Es erstreckt sich westlich der Kernstadt von Tambach-Dietharz entlang der Spitter, eines Nebenbaches der Apfelstädt. Östlich des Gebietes verläuft die Landesstraße L 1028 und fließt die Apfelstädt.

## Bedeutung
Das 160,4 ha große Gebiet mit der NSG-Nr. 75 wurde im Jahr 2001 (in Einbezug des Naturschutzgebietes Ebertswiese) unter Naturschutz gestellt. 